# 콘스탄티노폴리스 라틴 총대주교

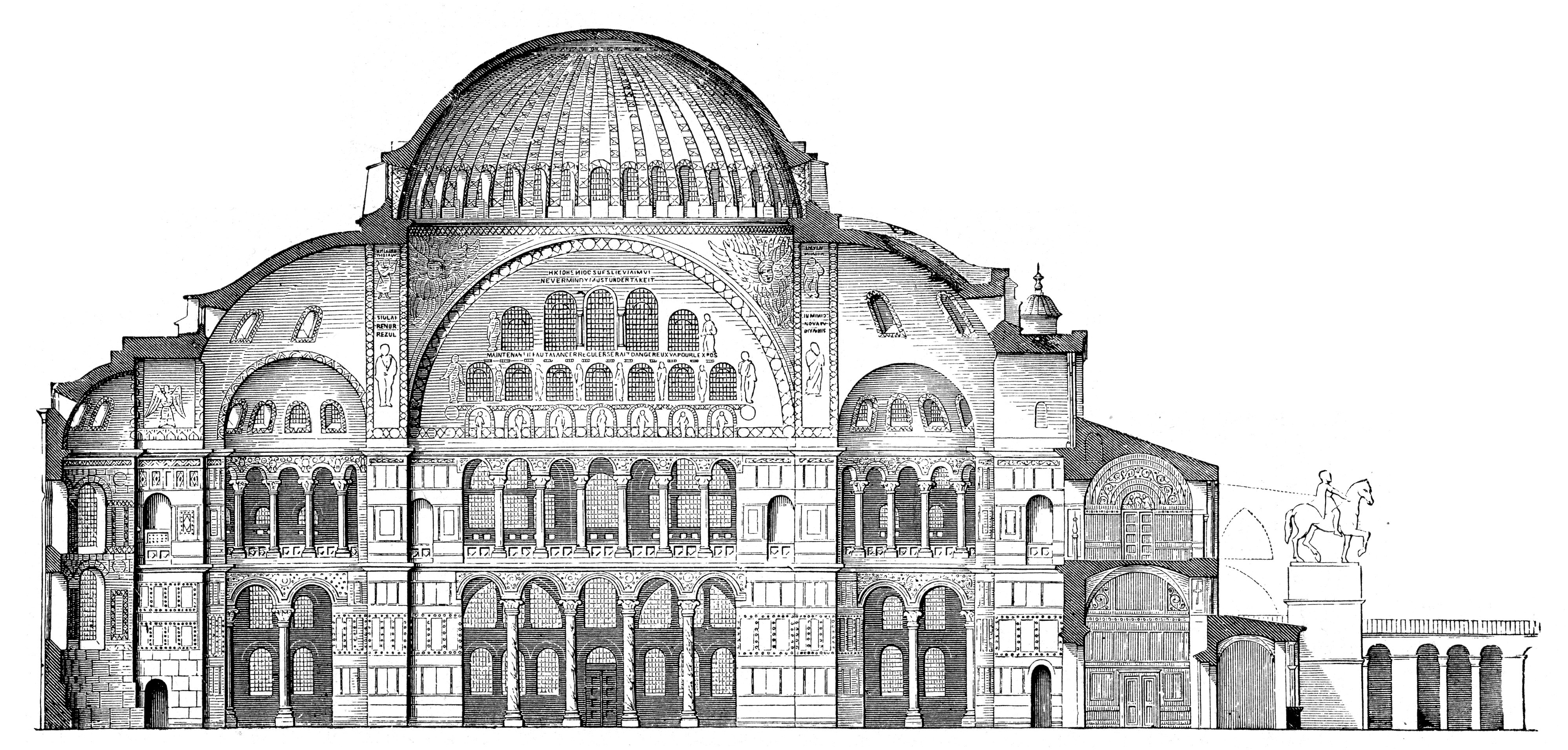

콘스탄티노폴리스 총대주교는 현재의 터키 이스탄불의 로마제국 시절 명칭에서 유래된 직위이다.
이 직위를 소유하고 있는 그리스도교 종파는 두 곳으로써 현재는 정교회와 아르메니아 사도교회에서만 유효하다. 일반적으로 콘스탄티노폴리스 총대주교는 정교회의 세계 총 대주교를 의미히며 이들은 안드레아의 후계라고 여겨진다.
가톨릭에서의 공식 명칭은 콘스탄티노폴리스의 라틴 총대주교이다. 1204년 토마소 모로시니 총대주교를 시작으로 안토니오 아나스타시오 로씨 총대주교(1927–1948) 이후 교회통합을 위해 중지 및 공석이 된 상태이다.